# Köprübaşı, Mecitözü
Köprübaşı là một xã thuộc huyện Mecitözü, tỉnh Çorum, Thổ Nhĩ Kỳ. Dân số thời điểm năm 2010 là 417 người.